# Csék
Csék (szlovákul: Malinová, korábban Čech, németül: Czach / Zeche) község Szlovákiában, a Trencséni kerületben, a Privigyei járásban.

## Fekvése
Privigyétől 12 km-re északra.

## Története
1339-ben „Chach” néven említik először, német bányászok alapították a német jog alapján a korábbi Pozsega nevű szlovák település területén. A bajmóci uradalom része volt. 1431-ben a husziták foglalták el, mely során a falu temploma súlyosan megrongálódott. 1437-ben „Cheche” néven szerepel oklevélben. 1612-ből származik az első hiteles adat arról, hogy határában aranyat mosnak. 1642-ben a Pálffy család birtoka lett. 1663-ban tűzvész tört ki a faluban. A 18. században az aranykészletek kimerültek, lakói ezután főként mezőgazdaságból éltek. A század közepén 107 jobbágy élt a településen. 1787-ben 71 házában 604 lakos élt. 1788-ban épült fel a templom és a település önálló plébánia lett.
A 18. század végén Vályi András így ír róla: „CZAK. Tót falu Nyitra Vármegyében, földes Ura Gróf Pálfy Uraság, fekszik Bajmótztol más fél mértfölnyire. Határja soványas, gyümöltsös kertyei jók, és azoknak eladására alkalmatossága van, fája mind a’ kétféle, legelője elég, Bajmótzon piatzozása, malma helyben; de mivel szőlő hegye nintsen, réttye második, földgye pedig harmadik Osztálybéli, ugyan a’ harmadik Osztályba tétettetett.”
1806-ban leégett a falu. 1828-ban 113 ház állt a községben, melyben 228 családban 815 lakos élt. Lakói mezőgazdasággal és idénymunkákkal foglalkoztak. 1840-ben ismét tűzvészek pusztítottak.
Fényes Elek 1851-ben kiadott geográfiai szótárában így ír a faluról: „Czach, német falu, Nyitra vgyében, hegyek közt, 815 kath. lak. F. u. gr. Pálfy Ferencz. Ut. p. Privigye.”
1870-ben a templomot be kellett zárni, mivel összedőlés fenyegette.
Borovszky Samu monográfiasorozatának Nyitra vármegyét tárgyaló része szerint: „Czach, nagyobb német község a Nyitra-völgyben, Német-Próna mellett. Lakosainak száma 882, vallásuk r. kath. Postája Német-Próna, távirója Privigye, vasúti állomása Privigye-Bajmócz. R. kath. temploma 1896-ban épült; kegyura a vallásalap. A XIV. században itt aranyat mostak a lakosok. Földesura a XVI. század óta, amikor »Csek« (Chek)-nek nevezték, az erdődi gróf Pálffy család volt, melynek itt most is nagyobb birtoka van.”
1918-ig a faluban két vízimalom és fűrésztelep működött. A trianoni diktátumig Nyitra vármegye Privigyei járásához tartozott.
Később lakói kisbirtokosok és napszámosok voltak. A második világháború alatt lakói részt vettek a szlovák nemzeti felkelésben és 26-an el is estek. 1944. november 7-én német csapatok szállták meg a községet és 32 családot koncentrációs táborba hurcoltak.

## Népessége
| Év:            | 1994. | 2004.   | 2014.   | 2024.    |
| -------------- | ----- | ------- | ------- | -------- |
| Emberek száma: | 825   | 892     | 909     | 1011     |
| Eltérés:       |       | +8,12 % | +1,90 % | +11,22 % |

| Év:            | 2023. | 2024.   |
| -------------- | ----- | ------- |
| Emberek száma: | 1026  | 1011    |
| Eltérés:       |       | -1,46 % |

1910-ben 1060, túlnyomórészt német anyanyelvű lakosa volt.
2001-ben 867 lakosából 775 szlovák és 79 német volt.
2011-ben 883 lakosából 821 szlovák és 51 német volt.
2021-ben 972 lakosából 939 (+4) szlovák, 1 magyar, (+2) cigány, 23 (+2) egyéb és 9 ismeretlen nemzetiségű volt.

## Nevezetességei
- Temploma a 19. század elején épült.
- A templom előtti Szentháromság-oszlop 1822-ben épült.
- A szlovák nemzeti felkelés emlékműve 1954-ből.